# Sidrište
Sidrište je morsko područje pogodno za usidrenje brodova,  umjerene dubine i mekana dna.  Zaštićena sidrišta se nalaze u akvatoriju luke ili zaljeva, a otvorena sidrišta se nalaze u nezaštićenom dijelu akvatorija.